# Lesme
Lesme é uma comuna francesa na região administrativa de Borgonha-Franco-Condado, no departamento Saône-et-Loire. Estende-se por uma área de 5,12 km². Em 2010 a comuna tinha 185 habitantes (densidade: 36,1 hab./km²).